# Charles Fleischer/Filmografie
Diese Liste nennt die Filme, in denen der US-amerikanische Stand-up-Comedian, Schauspieler, Musiker und Synchronsprecher Charles Fleischer mitgewirkt hat. Dabei sind seine Tätigkeiten in die diversen Bereiche aufgeteilt und chronologisch geordnet.

## Filmografie

### Filmauftritte (auch Kurzauftritte)
- 1977: The Death of Richie (Fernsehfilm)
- 1977: Mann, du bist Klasse! (One to One)
- 1978: Crisis in Sun Valley
- 1980: Stirb lachend (Die Laughing)
- 1980: Blue Jeans (Fernsehfilm)
- 1981: Die Hand (The Hand)
- 1982: Nightshift – Das Leichenhaus flippt völlig aus (Night Shift)
- 1984: Nightmare – Mörderische Träume (A Nightmare on Elm Street)
- 1984: House of God (The House of God)
- 1988: Vision der Dunkelheit (Bad Dreams)
- 1989: Gross Anatomy
- 1989: Zurück in die Zukunft II (Back to the Future Part II)
- 1990: Dick Tracy
- 1992: Sag’s offen, Shirlee (Straight Talk)
- 1992: Mach’s nochmal, Columbus (Carry On Columbus)
- 1993: Partners (Fernsehfilm)
- 1994: My Girl 2 – Meine große Liebe (My Girl 2)
- 1995: Ritter der Dämonen (Tales from the Crypt Presents: Demon Knight)
- 1997: Gridlock’d – Voll drauf! (Gridlock’d)
- 1998: Kollisionskurs: Panik im Tower (Ground Control)
- 1998: Permanent Midnight – Voll auf Droge (Permanent Midnight)
- 1998: Rusty – Der tapfere Held (Rusty: A Dog’s Tale)
- 1999: Palmer’s Pickup – Ein abgefahrener Trip (Palmer’s Pick Up)
- 1999: Das einsame Genie (Genius) (Fernsehfilm)
- 2000: Frankenstein lebt (Big Monster on Campus)
- 2000: Bel Air (Film)|Bel Air
- 2000: G-Men from Hell
- 2002: The Backlot Murders
- 2002: Brain Juice (Kurzfilm)
- 2002: The 4th Tenor
- 2003: Pauly Shore is Dead
- 2004: Der Polarexpress (The Polarexpress; teilweise Synchronrolle)
- 2004: Big Kiss
- 2007: Zodiac – Die Spur des Killers (Zodiac)
- 2009: Chain Letter
- 2009: Wie das Leben so spielt (Funny People)
- 2011: Negative Space
- 2013: Dystopia (Kurzfilm)
- 2019: Hanukkah
- 2020: Reality Queen!

### Serienauftritte (auch Gast- und Kurzauftritte)
- 1973: Rowan & Martin’s Laugh-In (Folge, 6x16)
- 1973: Hawkins (Folge 1x04)
- 1974: Police Story (Folge 1x16)
- 1975: Barney Miller (Folge 1x12)
- 1976–1979: Welcome Back, Kotter (11 Folgen)
- 1977: The Richard Pryor Show (Folge 1x02)
- 1977–1978: Sugar Time! (4 Folgen)
- 1978: Die Zwei von der Tankstelle (Chico and the Man; Folge 4x17)
- 1981: Polizeirevier Hill Street (Hill Street Blues; Folge 1x04)
- 1981: Aloha Paradise (7 Folgen)
- 1981: Checking In (Folge 1x01)
- 1981: Hart aber herzlich (Hart to Hart; Folge 3x02)
- 1982–1983: Laverne & Shirley (4 Folgen)
- 1983: The Paper Chase (Folge 2x03)
- 1985: Simon & Simon (Folge 4x20)
- 1985: Mr. Belvedere (Folge 1x05)
- 1985: Punky Brewster (Folge 2x05)
- 1985: Harrys wundersames Strafgericht (Night Court; Folge 3x03)
- 1985: Knight Rider (Folge 4x06)
- 1985: George Burns Comedy Week (Folge 1x08)
- 1986: Fast Times (Folge 1x06)
- 1986: It’s a Living (Folge 4x02)
- 1986: Tall Tales & Legends (Folge 1x06)
- 1991: Beverly Hills, 90210 (Folge 2x13)
- 1992: The New WKRP in Cincinnati (Folge 1x16)
- 1992: Geschichten aus der Gruft (Tales from the Crypt; Folge 4x13)
- 1993: Partners (TV-Special; Kurzfilm)
- 1995: Kirk (Folge 1x12)
- 1995: Sherman Oaks (2 Folgen)
- 1996: Baywatch Nights (Folge 1x15)
- 1996: Lisa – Der helle Wahnsinn (Weird Science; Folge 4x16)
- 1996: Bone Chillers (7 Folgen)
- 1996: Superman – Die Abenteuer von Lois & Clark (Lois & Clark: The New Adventures of Superman; Folge 4x03)
- 1997: The Weird Al Show (2 Folgen)
- 2001: Black Scorpion (Fernsehserie)|Black Scorpion (Folge 1x15)
- 2001–2003: 100 Gute Hundetaten (100 Deeds for Eddie McDowd) (4 Folgen)
- 2001–2003: Ein Witzbold namens Carey (The Drew Carey Show; 2 Folgen)
- 2002: For the People (Folge 1x09)
- 2005: Freddie (3 Folgen)
- 2008: Women’s Murder Club (Folge 1x10)
- 2015: Mozart in the Jungle (Folge 2x09)
- 2016: Blunt Talk (4 Folgen)
- 2017: Dimension 404 (Folge 1x03)

### Synchronrollen
- 1986: Der tödliche Freund (Deadly Friend)
- 1987: Somethin’s Cookin’ (Kurzfilm)
- 1988: Falsches Spiel mit Roger Rabbit (Who Framed Roger Rabbit; u. a. auch als Sänger von Merry-Go-Round Broke Down)
- 1988: The Little Injun That Could (Kurzfilm)
- 1988: Herman’s Shermans (Kurzfilm)
- 1988: Babes in Arms (Kurzfilm)
- 1988: Mickey’s 60th Birthday (TV-Special)
- 1989: Hard Time on Planet Earth (Fernsehserie, 1 Folge)
- 1989: Roger in Nöten (Tummy Trouble; Kurzfilm)
- 1989: The Wet Nurse (Kurzfilm)
- 1990: The Magical World of Disney (Folge 34x15, Disneyland’s 35th Anniversary Celebration)
- 1990: Roger im Rausch der Raserei (Roller Coaster Rabbit; Kurzfilm)
- 1990: Sing mit uns – Teil 8 – Disneyland Fun (Disney Sing-Along-Songs: Disneyland Fun; u. a. als Sänger von Whistle While You Work)
- 1990: Disney’s Young People’s Guide to Music: The Greatest Band in the Land (Fernsehkurzfilm)
- 1991: Michael & Mickey (Kurzfilm)
- 1993: Roger auf Abwegen (Trail Mix-Up; Kurzfilm)
- 1993: Vier Dinos in New York (We’re Back! A Dinosaur’s Story)
- 1996: The Best of Roger Rabbit
- 1996: Walt Disney World Explorer (CD-Rom-Applikation)
- 1999: Men in Black – Die Serie (Men in Black: The Series;Fernsehserie, Folge 3x06)
- 2000: God, the Devil and Bob (Folge 1x07)
- 2000: Captain Buzz Lightyear – Star Command (Buzz Lightyear of Star Command; Fernsehserie, 4 Folgen)
- 2001–2002: 100 gute Hundetaten (100 Deeds for Eddie McDowd; Fernsehserie, 4 Folgen)
- 2001–2003: Mickys Clubhaus (Disney’s House of Mouse; Fernsehserie, 2 Folgen)
- 2002: Balto II – Auf der Spur der Wölfe (Balto II: Wolf Quest)
- 2004: Balto III – Sein größtes Abenteuer (Balto III: Wings of Change)
- 2004: Der Polarexpress
- 2011: Rango
- 2022: Chip und Chap: Die Ritter des Rechts (Chip ‘n Dale: Rescue Rangers)

### Persönliche Auftritte (als er selbst)
- 1973: The Mike Douglas Show (1 Folge)
- 1975: Keep on Truckin’ (4 Folgen)
- 1977: Wacko (? Folgen!-- lt. filmreference.com hatte er eine Hauptrolle inne -->)
- 1978: Familien-Duell (Family Feud; 2 Folgen)
- 1982: Late Night with David Letterman (1 Folge)
- 1983: Thicke of the Night (? Folgen)
- 1988: Roger Rabbit und die Geheimnisse der Toon-Stadt (Roger Rabbit and the Secrets of Toon Town; TV-Special)
- 1989: Oscarverleihung 1989 (The 61st Annual Academy Awards; TV-Special; Co-Presenter: Special Achievement Award to Richard Williams)
- 1989: Steven Spielberg: An American Cinematheque Tribute (TV-Special)
- 1989: The Pat Sajak Show (3 Folgen)
- 1989+1991: Wogan (2 Folgen)
- 1989: The Prince’s Trust Gala (TV-Special)
- 1990: 4th Annual American Comedy Awards (TV-Special)
- 1990: One Night Stand (? Folgen)
- 1991: Comics Only (? Folgen)
- 1991: London Underground (? Folgen)
- 1991: Futures (1 Folgen)
- 1992: The Fleischer Files (? Folgen!-- als Segment-Host -->)
- 1992: The Comedy Store’s 20th Birthday (TV-Special)
- 1993: Komedy All Stars (TV-Special)
- 1993: Vicki! (1 Folgen)
- 1994: Comedy: Coast to Coast (TV-Special)
- 1994: Cybermania ’94: The Ultimate Gamers Awards
- 1995: But... Seriously ’94 (TV-Special)
- 1996: The ABC Saturday Morning Preview Party (TV-Special)
- 1999: Happy Hour (1 Folge)
- 2001: Open Mic (Dokumentation)
- 2003: The Screen Savers (1 Folge)
- 2003: Who Made Roger Rabbit (Dokumentationskurzfilm)
- 2003: Behind the Ears: The True Story of Roger Rabbit (Dokumentationskurzfilm)
- 2003: Comic Remix (1 Folge)
- 2005: 100 Greatest Cartoons (Dokumentation)
- 2005: The 100 Greatest Family Films (Dokumentation)
- 2007: The John Kerwin Show (1 Folge)
- 2007: TED: The Future We Will Create (Dokumentation)
- 2007: Greatest Ever 80s Movies (Dokumentation)
- 2009: Wie das Leben so spielt (Funny People)
- 2010: Never Sleep Again: The Elm Street Legacy (Dokumentation)
- 2010: MKP Celebrity Talk (1 Folge)
- 2010–2011: Fleischer’s Universe

### Als Songwriter und Drehbuchschreiber
- 1989: Im Tresor ist die Hölle los (Disorganized Crime; als Songwriter und Sänger von Short Cut und Mind’s Eye)
- 1990: Der Prinz und der Bettelknabe (The Prince and the Pauper; zusätzliches Story-Material)